# گوسفند برفی
گوسفند برفی (نام علمی: Ovis nivicola) نام یک گونه از سرده قوچ‌ومیش‌ها است.